# スペルボーン
スペルボーン (The Chronicles of Spellborn)は、オランダを拠点にする新興デベロッパSpellborn Internationalが開発、Frogster Interactive、Mindscape、Acclaim Gamesが運営する、荒廃した幻想世界を舞台としたMMORPG。

## 運営
2008年11月27日、北米地域で運営を開始。日本版は2009年9月14日よりクローズドベータテスターが募集され、同年10月9日よりクローズドベータテストが開始、また同年12月11日からは正式サービスが開始された。日本版の運営はエキサイトが行っていたが、2010年3月29日15:00にゲーム接続を含め日本版の全サービスが停止され、クローズドベータ期間を含めても半年足らずで撤退することになった。

## 再開発
2009年6月29日、運営会社の一つAcclaim Gamesは、韓国を本拠地とするFrogstar Asiaと共同で、基本利用無料のアイテム課金制へ変更すべく再開発を進めていくと発表。料金形態の変更は2010年以降に行うとしている。それまでは現行の無料版が稼動する。

## あらすじ
かつて、世界は「8人の悪魔の帝国」と呼ばれていた。悪魔は、究極の魔法装置・不滅の祭壇を使って強大な魔力を無限に供給し続け、長年人間を隷属させていた。しかし、悪魔と人間の混血・デーヴィが人間達と手を組み、不滅の祭壇の破壊に成功する。しかし、その瞬間に崩壊の大渦（デッドストーム）という強大な魔力の暴風が発生し、大地は分断され、世界は氷河に包まれ、多くの生物が死滅していった。辛うじて生き残った人間とデーヴィは、崩壊の大渦の中を渡航できる船・シャードシップを使い、版図を広げ、これまでに5つの大陸が発見され、現在はクランという集団によって管轄されている。
冒険者達は、崩壊の大渦によって、荒廃した世界を再生していく事になるのであった。